# Пролог (язык программирования)
Пролог (англ. Prolog) — язык и система логического программирования, основанные на языке предикатов математической логики дизъюнктов Хорна, представляющей собой подмножество логики предикатов первого порядка.
Язык сосредоточен вокруг небольшого набора основных механизмов, включая сопоставление с образцом, древовидного представления структур данных и автоматического перебора с возвратами. Хорошо подходит для решения задач, где рассматриваются объекты (в частности структурированные объекты) и отношения между ними. Пролог, благодаря своим особенностям, используется в области искусственного интеллекта, компьютерной лингвистики и нечислового программирования в целом. В некоторых случаях реализация символьных вычислений на других стандартных языках вызывает необходимость создавать большое количество кода, сложного в понимании, в то время как реализация тех же алгоритмов на языке Пролог даёт простую программу, легко помещающуюся на одной странице.
Prolog является декларативным языком программирования: логика программы выражается в терминах отношений, представленных в виде фактов и правил. Для того чтобы инициировать вычисления, выполняется специальный запрос к базе знаний, на которые система логического программирования генерирует ответы «истина» и «ложь». Для обобщённых запросов с переменными в качестве аргументов созданная система Пролог выводит конкретные данные в подтверждение истинности обобщённых сведений и правил вывода.
Иначе говоря, предикат можно определить как функцию, отображающую множество произвольной природы в множество булевых значений {ложно, истинно}. Задача пролог-программы заключается в том, чтобы доказать, является ли заданное целевое утверждение следствием из имеющихся фактов и правил.

## Развитие
Начало истории языка относится к 1970-м годам. Будучи декларативным языком программирования, Пролог воспринимает в качестве программы некоторое описание задачи или баз знаний и сам производит логический вывод, а также поиск решения задач, пользуясь механизмом поиска с возвратом и унификацией.
Интерес к Прологу поднимался и затихал несколько раз, энтузиазм сменялся жёстким неприятием. Наиболее высоко был поднят интерес к языку Пролог, как к языку будущего, во время разработок японской национальной программы компьютеры пятого поколения в 1980-х годах, когда разработчики надеялись, что с помощью Пролога можно будет сформулировать новые принципы, которые приведут к созданию компьютеров более высокого уровня интеллекта.
Язык Пролог в 1980-х годах был включён в ряд советских вузовских и школьных учебников информатики для изучения элементов математической логики, принципов логического программирования и проектирования баз знаний и моделей экспертных систем. С этой целью на IBM PC и ряде советских школьных компьютеров были реализованы учебные русскоязычные интерпретаторы Пролога.
В языке Пролог факты описываются в форме логических предикатов с конкретными значениями. Правила вывода описываются логическими предикатами с определением правил логического вывода в виде списка предикатов над базами знаний и процедурами обработки информации.
В настоящее время Пролог, несмотря на неоднократные пессимистические прогнозы, продолжает развиваться в разных странах и вбирает в себя новые технологии и концепции, а также парадигмы императивного программирования. В частности, одно из направлений развития языка (в том числе и в России) реализует концепцию интеллектуальных агентов.

## Кроссплатформенность
Пролог реализован практически для всех известных операционных систем (ОС) и платформ (в том числе для Java и .NET). В число операционных систем входят: ОС для мейнфреймов, всё семейство Unix, Windows, ОС для мобильных платформ.

## Архитектура
Многие современные реализации языка имеют внутреннее расширение за счёт ООП-архитектуры. Кроме несвободных решений также существуют свободные реализации Пролога. В 1996 году был принят стандарт ISO, получивший название ISO/IEC JTC1/SC22/WG17.
Базовым принципом языка является равнозначность представления программы и данных (декларативность), отчего утверждения языка одновременно являются и записями, подобными записям в базе данных, и правилами, несущими в себе способы их обработки. Сочетание этих качеств приводит к тому, что по мере работы системы Пролога знания (и данные, и правила) накапливаются. Поэтому Пролог-системы считают естественной средой для накопления базы знаний и обучения студентов и школьников принципам логического программирования.

## Синтаксис
Основными понятиями в языке Пролог являются факты, правила логического вывода и запросы, позволяющие описывать базы знаний, процедуры логического вывода и принятия решений. В логическом программировании, как оно реализовано в прологе, используется только одно правило вывода — резолюция.
В языке пролог исходное множество формул, для которого ищется пустая резольвента, представляется в виде так называемых «дизъюнктов Хорна»:

### Термы
Программа на Прологе описывает отношения, определяемые с помощью предложений. Как и в любом другом языке, ориентированном на символьные вычисления, предложения выстраиваются из термов, которые в свою очередь подразделяются на атомы, числа, переменные и структуры. Атом записывается со строчной буквы или заключается в кавычки, когда требуется запись с прописной буквы.
```
 
atom

 
'Atom'

```

Переменные, записывающиеся с прописной буквы, отличаются от переменных в процедурных языках программирования, они не связаны с конкретной ячейкой памяти, а скорее ближе к математической переменной.
```
 
X
 
is
 
2
 
+
 
2.

```

Структуры представляют собой совокупности термов, заключённые в круглые скобки, в том числе и другие структуры. Структура обозначается именем (функтором), которое располагается перед круглыми скобками.
```
 
book
(
 
'Название'
,
 
'2009'
,
 
'Спб'
,
 
authors
(
 
'Первый автор'
,
 
'Второй автор'
 
)
 
).

```

Ещё одной конструкцией являются списки, элементы которых заключаются в квадратные скобки. В основе списков в Пролог лежат связные списки.
```
 
List
 
=
 
[
 
a
,
 
b
,
 
[
 
c
,
 
d
 
],
 
e
 
].

```

### Правила
Правила в Прологе записываются в форме правил логического вывода с логическими заключениями и списком логических условий. В чистом Прологе предложения ограничиваются дизъюнктами Хорна:
```
 
Вывод
 
:-
 
Условие
.

```

и читаются так: «Заголовок ИСТИНА, если тело ИСТИНА». Тело правила содержит ссылки на предикаты, которые называются целями правила.
Встроенные предикаты
,/2Значение: оператор с двумя аргументами. Определяет конъюнкцию целей.
;/2Оператор определяет дизъюнкцию.

### Факты
Факты в языке Пролог описываются логическими предикатами с конкретными значениями. Факты в базах знаний на языке Пролог представляют конкретные сведения (знания). Обобщённые сведения и знания в языке Пролог задаются правилами логического вывода (определениями) и наборами таких правил вывода (определений) над конкретными фактами и обобщёнными сведениями.
Предложения с пустым телом называются фактами. Пример факта:
```
 
Кот
(
 
Иван
 
).

```

Этот факт эквивалентен правилу:
```
 
Кот
(
 
Иван
 
)
 
:-
 
ИСТИНА
.

```

## Критика
Пролог критикуется, в первую очередь, за неполную декларативную природу: создание сколько-нибудь сложных и практически полезных Пролог-программ в полностью декларативном стиле практически невозможно, программист вынужден прибегать к процедурным приёмам, что приводит к резкому возрастанию сложности создания и отладки программ, а также плохой контролируемости промежуточных результатов.
Другим часто подвергаемым критике свойством языка является отсутствие типизации (при этом в Visual Prolog — одном из объектно-ориентированных расширений языка — реализована строгая типизация, что, однако, снижает гибкость пролога).
В языке предопределён порядок обхода дерева решений «в глубину» и стандартизированы операторы, позволяющие вмешиваться в этот процесс (такие как оператор отсечения ! или ветвления ->). Такая архитектура затрудняет автоматическое распараллеливание программ, которое позволило бы задействовать в поиске решения несколько процессоров или узлов сети.

## Примеры

### Hello World
```
?-
 
write
(
'Hello world!'
),
 
nl
.

Hello
 
world
!

true
.

 

?-

```

### Brother
```
parent
(
"Tom"
,
"Jake"
).

parent
(
"Janna"
,
"Jake"
).

parent
(
"Tom"
,
"Tim"
).

male
(
"Tom"
).

male
(
"Tim"
).

male
(
"Jake"
).

female
(
"Janna"
).

brother
(
X
,
Y
):-

parent
(
Z
,
X
),
parent
(
Z
,
Y
),
male
(
X
),
X
\=
Y
.

```

Вывод: (Jake, Tim)
	  (Tim, Jake)

### Старший
```
старше
(
"Пётр"
,
 
"Иван"
).
 

старше
(
"Василий"
,
 
"Тимофей"
).
 

старше
(
"Тимофей"
,
 
"Пётр"
).

старше
(
X
,
 
Y
)
 
:-
 
старше
(
X
,
 
Z
),
 
старше
(
Z
,
 
Y
).

?
 
старше
(
"Тимофей"
,
 
V
).

?
 
старше
(
U
,
 
"Пётр"
).

?
 
старше
(
U
,
 
V
).

```

Выводы:
1. Тимофей старше Ивана
2. Василий старше Петра
3. Иван-самый младший; Василий — самый старший; Тимофей старше Петра.